# Sungai Buloh
Sungai Buloh – miasto w Brunei, w dystrykcie Brunei-Muara.